# Lophuromys menageshae
Lophuromys menageshae is een knaagdier uit het geslacht Lophuromys dat voorkomt in Ethiopië. Het dier is daar in drie gebieden gevonden: de omgeving van Addis Abeba (waaronder het Menageshabos, waar het dier naar vernoemd is), de zuidoever van de Blauwe Nijl en de omgeving van Debre Markos. Het dier is gevangen in bos op 2100 tot 2600 m hoogte waar ook Tachyoryctes splendens, Lophuromys flavopunctatus, Stenocephalemys albipes, Mus mahomet en Desmomys harringtoni zijn gevonden. Deze soort behoort tot het ondergeslacht Lophuromys en is daarbinnen genetisch het nauwste verwant aan L. melanonyx en L. simensis, twee andere Ethiopische soorten, maar dat is mogelijk het gevolg van hybridisatie.
Na L. melanonyx is deze soort de grootste in de L. flavopunctatus-groep. De soort wordt gekenmerkt door de grote schedel, die in de orbitale en palatale gebieden echter relatief smal is. De bovenkant van het lichaam is donkerbruin; de haren zijn op de onderste helft rood en op de bovenste helft bijna zwart, met een witte band ertussen en een zwarte punt. De onderkant is grijsgeel tot oranje; de haren zijn donkergrijs of grijsgeel bij de wortel en wit bij de punt. De bovenkanten van de voeten zijn grijsgeel. De bovenkant van de korte staart is zwart, de onderkant is vuilwit. De kop-romplengte bedraagt 129 tot 143 (gemiddeld 134) mm, de staartlengte 60 tot 75 (68) mm, de achtervoetlengte (met klauwen) 22 tot 24 (22) mm, de oorlengte 15 tot 20 (17) mm en het gewicht 72 tot 77 (75) g. Het karyotype bedraagt 2n=70, FN=84, met 10 metacentrische of submetacentrische, 6 subtelocentrische en 52 acrocentrische autosomen, een subtelocentrisch X-chromosoom en een acrocentrisch Y-chromosoom.